# Medzihradne
Medzihradne (szlovákul: Medzihradné) Alsókubin város része.

## Történelem
1949-ig önálló község volt. Az első írásos említés 1354-ből való. Az 1830-as években a falu lakossága meszet égetett és téglát készített, amelyekből úgynevezett árvai szobai kemencéket építettek. 1910-ben 114, túlnyomórészt szlovák lakosa volt. A trianoni békeszerződésig Árva vármegye Alsókubini járásához tartozott. 
Fényes Elek szerint Medzihiradne, tót falu, Árva vmegyében, 30 kath., 138 evang., 10 zsidó lak., kik sok meszet égetnek. F. u. a Medzhiradszky család. Ut. posta Rosenberg.

## Földrajz
A Medzihradník-patak völgyében fekszik. Medzihradné két részre oszlik, Medzihradnéra és Kopanicára.

## Fordítás
Ez a szócikk részben vagy egészben  a   Medzihradné című szlovák Wikipédia-szócikk ezen változatának fordításán alapul.  Az eredeti cikk szerkesztőit annak laptörténete sorolja fel. Ez a jelzés csupán a megfogalmazás eredetét és a szerzői jogokat jelzi, nem szolgál a cikkben szereplő információk forrásmegjelöléseként.